# Bogdan Czyżewski
Bogdan Czyżewski (ur. 9 marca 1934 w Warszawie) – polski piosenkarz.

## Życiorys
Absolwent Technikum Mechaniki Precyzyjnej oraz warszawskiej Średniej Szkoły Muzycznej w klasie Andrzeja Boguckiego; studiował też na Politechnice Warszawskiej. Podczas studiów tych związał się z klubem studenckim Stodoła. Tam zadebiutował jako piosenkarz. W 1958 roku zdobył wyróżnienie w konkursie wokalnym Polskiego Radia, z którym związał się w roku 1961 (a dokładniej z radiowym Studiem Piosenki). Wtedy też nawiązał współpracę z radiowymi orkiestrami Edwarda Czernego i Bogusława Klimczuka, a także z grupą muzyczną New Orlean Stompers, grającą jazz tradycyjny.
W latach 1963–1973 był wokalistą w duecie Rinn-Czyżewski, a w 1974 r. rozpoczął karierę solową. W latach 70. występował również w teatrach: w 1973 r. w Teatrze Dolnośląskim w Jeleniej Górze (gdzie wystąpił w spektaklu Dziś dajemy wam pamięć w reżyserii Marii Januszkiewicz), a w latach 1974–1978 w warszawskim Teatrze na Targówku. W tym ostatnim wystąpił w widowisku muzyczno-estradowym Gdy wróciły gołębie (1974) oraz w rewii przebojów Kto chce piosenkę (1975), oba w reżyserii Mariana Jonkajtysa.
Współpracował też z licznymi orkiestrami w kraju i za granicą (orkiestry radiowe Warszawy i Łodzi; Reprezentacyjna Orkiestra Wojska Polskiego; Orkiestra Moskiewskiego Teatru i Estrady; Big Band Radio Hawana; Orkiestra Dresden Tanz Sinfoniker). Dał tysiące koncertów nie tylko w Polsce, m.in. również w Bułgarii, Czechosłowacji, Kanadzie, na Kubie, w NRD, Rumunii, USA, ZSRR.
Występował na Festiwalu Piosenki Radzieckiej w Zielonej Górze.
Karierę zakończył w 1990 roku.

## Nagrody
- 1958 – wyróżnienie w konkursie piosenkarskim Polskiego Radia
- 1963 – wyróżnienie za debiut na Krajowym Festiwalu Polskiej Piosenki w Opolu
- 1972 – nagroda publiczności na Krajowym Festiwalu Piosenki Polskiej w Opolu dla duetu Rinn-Czyżewski za piosenkę „Nie obiecuj, nie przyrzekaj”
- 1982 – Srebrny Pierścień na Festiwalu Piosenki Żołnierskiej w Kołobrzegu za piosenkę „Gdy nasi chłopcy maszerują”
- 1983 – Złoty Pierścień na Festiwalu Piosenki Żołnierskiej w Kołobrzegu za piosenkę „Czterdzieści lat munduru”
- 1986 – Srebrny Pierścień na Festiwalu Piosenki Żołnierskiej w Kołobrzegu za piosenkę „Napisz list, kochanie”

## Wybrane piosenki
- Napisz list, Kochanie
- Świat na różowo
- Taka babka
- Zginęła mi dziewczyna

### W duecie Rinn-Czyżewski
- Biedroneczki są w kropeczki
- Całujmy się
- Dobre buty z dobrej skóry
- Hello, Dolly
- Na deptaku w Ciechocinku
- Nie obiecuj, nie przyrzekaj
- Pamiętaj o mnie
- Something Stupid
- Szukaj mnie, wołaj mnie
- WSK (W jak wiosna)
- Wszystkiego najlepszego
- Zginęła mi dziewczyna
- Żeby choć raz

## Wybrana dyskografia

### Solowa
- Bogdan Czyżewski (EP, Muza N-0309)
- 1966 – Bogdan Czyżewski (EP, Muza N-0415)
- Bogdan Czyżewski (Pocztówka, Ruch R--0024)

### W duecie Rinn-Czyżewski
- Danuta Rinn i Bogdan Czyżewski: Viva Maria (SP, Muza SP-129)
- Danuta Rinn i Bogdan Czyżewski (SP, Pronit SP-133)
- Danuta Rinn i Bogdan Czyżewski (EP, Pronit N-0327)
- Danuta Rinn i Bogdan Czyżewski (EP, Muza N-0391)
- Danuta Rinn i Bogdan Czyżewski (EP, Pronit N-0448)
- Danuta Rinn i Bogdan Czyżewski (EP, Pronit N-0362)
- 1966 – Danuta Rinn i Bogdan Czyżewski: Całujmy się! (LP, Pronit XL-0306)
- 1969 – Danuta Rinn i Bogdan Czyżewski: Pamiętaj o mnie (LP, Muza SXL-0472)
- 1971 – Danuta Rinn i Bogdan Czyżewski: Nie obiecuj nie przyrzekaj (LP, Pronit XL-0870)

oraz pocztówki dźwiękowe i liczne składanki

## Życie osobiste
Rozwiedziony z Danutą Rinn. Byli małżeństwem w latach 1964–1974.